# Tropico 4
Tropico 4 là trò chơi máy tính thuộc thể loại mô phỏng quản lý và xây dựng thành phố ảo do hãng Haemimont Games phát triển và Kalypso Media phát hành vào năm 2011. Giống như phiên bản thứ nhất và thứ ba của dòng game, phiên bản này tập trung vào việc có thể tùy biến nhân vật chính mang danh hiệu là "El Presidente" – được mô tả như một tên độc tài chuyên chế hoặc nhân từ đang quản lý hòn đảo nhiệt đới Tropico theo kiểu cộng hòa chuối đang từng bước khôi phục lại quyền lực đã mất ở vùng Caribe.
Phiên bản Steam duy nhất sẽ bao gồm thêm một hòn đảo khác trong chế độ sandbox và một bộ quần áo để người chơi tùy chỉnh nhân vật "El Presidente" theo ý thích của mình, nó được sắp đặt giới hạn trong thời gian mua là một ngày tính từ sau ngày phát hành chính thức. Ngoài ra, hãng phát triển còn phát hành phiên bản mở rộng tiếp theo vào ngày 3 tháng 11 cùng năm là Tropico 4: Junta Military với thêm nhiều tính năng mới được bổ sung vào nhằm giúp người chơi xây dựng Tropico trở thành một xã hội quân sự hóa cao độ đi kèm bộ máy chính quyền quân phiệt.

## Cách chơi
Phần chơi chiến dịch của game bao gồm 20 nhiệm vụ với 10 bản đồ khác nhau. Người chơi sẽ bắt đầu hóa thân vào nhân vật chính mang danh hiệu "El Presidente", kẻ đang nắm quyền kiểm soát một đảo quốc nào đó. Nhập khẩu cũng phải chịu sự giám sát như xuất khẩu (trong khi ở các phiên bản trước của dòng game chỉ cho phép giám sát và đưa tin tức về phần xuất khẩu). Tropico 4 còn thêm vào đấy sự xuất hiện của các siêu cường trong game. Ngoài ra có thêm sự tồn tại thành phần Hội đồng Bộ trưởng mà người chơi có thể tham khảo ý kiến về một loạt các vấn đề khác nhau. Thêm vào đó, người chơi sẽ phải đối phó với các thảm họa tự nhiên và nhu cầu của các phe phái chính trị khác nhau với quan điểm về ý thức hệ của mình.
Trong Tropico 4, người chơi nắm được đầy đủ thông tin về tình hình đảo quốc. Trò chơi cũng xuất hiện những hỗ trợ khá thú vị trong việc theo dõi tình hình đảo quốc. Có khá nhiều chỉ số nhưng có một số chỉ số đặc biệt quan trọng hơn, người chơi nên đánh dấu các chỉ số này để chúng được thể hiện rõ ràng trên biểu đồ giúp để kịp thời đưa ra các quyết định phù hợp. Ở cương vị nhà lãnh đạo, người chơi phải giải quyết rất nhiều vấn đề từ đơn giản đến phức tạp nhất. Tuy nhiên, vấn đề người chơi cần quan tâm chính vẫn là cuộc sống của cư dân trên đảo quốc.
Nhiều khi những sai lầm của người chơi sẽ được chất vấn một cách gián tiếp thông qua một bảng câu hỏi liên quan đến mảng kinh tế và đối ngoại. Chẳng hạn, người chơi ra quyết định mua dây chuyền sản xuất lớn của nước ngoài, đến khi dây chuyền này bị hỏng thì người chơi phải có trách nhiệm giải trình với những lựa chọn đại loại như: dây chuyền sản xuất dở hoặc hỏng hóc là chuyện thường xuyên xảy ra,... Các câu trả lời tùy theo hướng tích cực hay tiêu cực mà điểm quan hệ với những nước đó sẽ tăng lên hoặc giảm xuống. Các lý giải cũng như chính sách của người chơi có ảnh hưởng rất lớn đến tương lai sau này của chính người chơi mà rõ nét nhất là trong các cuộc bầu cử.
Do nắm trong tay quyền lực gần như tuyệt đối nên người chơi có thể quyết định tính cách vị tổng thống mà mình điều khiển. Người chơi có thể là một người đứng đầu công tâm được dân chúng ngưỡng mộ bởi sự chăm lo cho y tế, giáo dục hoặc là một nhà lãnh đạo độc tài sẵn sàng dẹp bỏ các thế lực chống đối. Tất nhiên, nếu chọn đi theo một trong hai bước trên thì thật dễ dàng, cái khó là người chơi có thể dung hòa được cả hai yếu tố khiến dân chúng vừa kính phục, vừa nể sợ nhà lãnh đạo của họ. Đối nội là vấn đề khá đơn giản so với mục đối ngoại trong trò chơi, bởi hầu hết các hợp đồng xuất nhập khẩu đều gây ra những ảnh hưởng nhất định đến mối quan hệ với các nước nói riêng và cả một chế độ nói chung. Nếu trung hòa được tất cả các mối quan hệ thì người chơi sẽ tạo được nguồn lợi rất lớn từ khoản viện trợ không hoàn lại, hay các hợp đồng béo bở khác. Mặt khác, người chơi còn có thể can thiệp vào việc cho phép nhập hay xuất khẩu một mặt hàng nào đó để bình ổn giá cả hay đơn giản là giải quyết nhu cầu hiện tại của xã hội.
Điểm khá lý thú trong vai trò nhà lãnh đạo hay những người quản lý kinh tế là game cung cấp cho người chơi rất nhiều công cụ để điều tiết xã hội theo quỹ đạo mong muốn. Người chơi có thể áp đặt tiền lương cho công nhân theo con số vừa phải để họ có thể làm việc hiệu quả vì nếu mức lương quá thấp họ sẽ bỏ việc, còn quá cao thì năng suất làm việc sẽ giảm theo thuyết lợi ích biên tế. Việc chú trọng củng cố chắc chắn một nơi trước khi xây dựng hay phát triển địa điểm khác, bao giờ cũng tốt hơn việc người chơi xây dựng sẵn cơ sở hạ tầng và chờ dân di cư chuyển đến. Nhiều lúc mặt trái của vấn đề này vô tình biến nơi đó trở thành một thành phó ma hay giam vốn vô ích.
Mặt khác, phần quan trọng nhất trong trò chơi thường nằm ở khâu nông nghiệp. Bởi chi phí sản xuất và nhân công thấp nhưng hiệu quả kinh tế cao. Bởi trồng trọt ở đảo quốc luôn có một số nông sản được coi là thế mạnh như thuốc lá, cà phê. Linh động hơn khi đã có đủ vốn thì những nơi trước kia là đất nông nghiệp vẫn có thể xóa bỏ để xây dựng cụm công nghiệp sao cho phù hợp với tình hình phát triển của đảo quốc. Ngoài ra, một số công trình có phạm vi ảnh hưởng nhất định như nhà máy điện, đài truyền hình,... thì cần phải tập trung vào những khu vực đông dân cư nhằm nâng cao chỉ số hạnh phúc và tự do của dân chúng.
Vấn đề thử thách nhất trong Tropico 4 có lẽ chính là mảng du lịch. Để xây dựng hoàn hảo ngành này người chơi phải tạo dựng và liên kết rất nhiều yếu tố khác, thậm chỉ là cả những yếu tố trái ngành, tất cả các yếu tố đó đã góp phần gây khó dễ người chơi. Tuy nhiên, nếu người chơi vượt qua được thử thách này thì nguồn lợi thu được từ nó là không hề nhỏ. Lượng khách du lịch tăng trong khi các ngành khác cũng rất cần lao động kéo theo việc thiếu hụt nhân công gần như thường xuyên xảy ra trong trò chơi. Khách du lịch cũng là những nhân vật có đòi hỏi khá cao, họ thường thích nghỉ ngơi ở những nơi đầy đủ tiện nghi. Nên nếu đã là thì cách tốt nhất người chơi nên xây dựng hẳn một cụm vui chơi giải trí riêng để tiện quản lý và tạo sự thoải mái cho du khách.
Sau khi hoàn thành game, người chơi vẫn có thể chơi lại được vì các chỉ số hay một màn khác đều có những thử thách và nhiệm vụ không giống nhau. Đây có lẽ cũng chính là yếu tố quyết định sự tồn tại của trò chơi cho đến phiên bản thứ tư này. Tropico 4 cũng được coi là phiên bản có độ khó tương đối, điều đó cũng đồng nghĩa với việc game sẽ dễ dàng hơn so với những người chơi lâu năm và ít gây khó khăn hơn so với những người chơi mới bắt đầu bước chân vào thể loại này.

## Hình âm
Ngoài ra, nếu xét về khía cạnh đồ họa thì phiên bản này có cải tiến đôi chút so với phiên bản thứ ba nhưng cũng chưa thật sự xuất sắc. Phần âm thanh của game được làm rất tốt với những bản nhạc đậm chất Nam Mỹ đầy sôi động đi kèm với các âm thanh mô phỏng tiếng động được thể hiện một cách sắc sảo trên một đảo quốc phồn hoa và náo nhiệt.

## Phát triển
Trò chơi được công bố vào giữa tháng 8 năm 2010 thông qua một thông cáo báo chí của nhà xuất bản, Kalypso Media. Nó được phổ biến rộng rãi thông qua một bài viết trên trang web của tạp chí game khá phổ biến, Gameinformer, vào ngày 13 tháng 8. Tropico 4 được phát hành trên cả PC và Xbox 360, như người tiền nhiệm Tropico 3.

## Phát hành

### Demo
Một phiên bản demo được phát hành trên Steam. Nó bao gồm 4 nhiệm vụ hướng dẫn và một nhiệm vụ của phần chiến dịch. Mục tiêu của nhiệm vụ là chấp nhận và hoàn thành nhiệm vụ tiền thưởng, và sau đó giành chiến thắng một cuộc bầu cử. Có nhiều công trình không xuất hiện trong phiên bản demo này.

### Đón nhận
Tropico 4 nhận được đánh giá tích cực và nắm giữ một số điểm 78/100 trên trang Metacritic dựa trên 28 lời đánh giá, nhận xét. Hầu hết các nhà phê bình đã đánh giá cao phiên bản mới này vì lối chơi dễ gây nghiện của nó, cảm giác tuyệt vời của sự hài hước và vượt quá sự đa dạng. Tuy nhiên một số ý kiến đã phê bình, chỉ trích game mang quá nhiều điểm tương đồng với trò chơi trước, cũng như thiếu sự đổi mới toàn diện.